# Teulisna
Teulisna is een geslacht van vlinders uit de onderfamilie beervlinders (Arctiinae) van de familie spinneruilen (Erebidae). De wetenschappelijke naam van het geslacht is voor het eerst geldig gepubliceerd in 1862 door Francis Walker.
De typesoort is: Teulisna plagiata Walker, 1862.

## Soorten
- T. atratella
- T. auriflua
- T. basigera Walker, 1864
- T. bipectinis Walker, 1862
- T. bipunctata
- T. brunnea
- T. curviplaga
- T. chilodes
- T. chiloides Walker, 1862
- T. diastropha
- T. divisa
- T. flexusa
- T. harmani Holloway, 2001
- T. impara
- T. inducta
- T. karena
- T. klapperichi
- T. locus
- T. macropallida Holloway, 2001
- T. maculata
- T. mithunoides
- T. montanebula Holloway, 2001
- T. murina
- T. nebulosa
- T. nigricauda
- T. nigrisquama
- T. obliquistria
- T. pallida
- T. pallidicauda Holloway, 2001
- T. pendleburyi Holloway, 1982
- T. plagiata Walker, 1862
- T. postmaculosa
- T. protuberans
- T. pseudochiloides Holloway, 2001
- T. quadratella Holloway, 2001
- T. quadrisignata

- T. reflexa Holloway, 2001
- T. ruptifascia
- T. semibrunnea
- T. squamata
- T. steineri Holloway, 2001
- T. submontana
- T. tetragona Walker, 1854
- T. tjibodas
- T. tricornuta Holloway, 2001
- T. tumida Walker, 1862
- T. uniformis
- T. uniplaga
- T. vestigiata
- T. xanthura